# Tour der französischen Rugby-Union-Nationalmannschaft nach Argentinien 1949
| Tour der Franzosen nach Argentinien 1949 | Tour der Franzosen nach Argentinien 1949 | Tour der Franzosen nach Argentinien 1949 | Tour der Franzosen nach Argentinien 1949 | Tour der Franzosen nach Argentinien 1949 |
| Übersicht                                | S                                        | G                                        | U                                        | N                                        |
| ---------------------------------------- | ---------------------------------------- | ---------------------------------------- | ---------------------------------------- | ---------------------------------------- |
| Test Matches                             | 2                                        | 2                                        | 0                                        | 0                                        |
| Sonstige Spiele                          | 7                                        | 7                                        | 0                                        | 0                                        |
| Gesamt                                   | 9                                        | 9                                        | 0                                        | 0                                        |
|                                          |                                          |                                          |                                          |                                          |
| Argentinien                              | 2                                        | 2                                        | 0                                        | 0                                        |

Die Tour der französischen Rugby-Union-Nationalmannschaft nach Argentinien 1949 umfasste eine Reihe von Freundschaftsspielen der französischen Rugby-Union-Nationalmannschaft. Sie reiste im August und September 1949 durch Argentinien, wobei sie während dieser Zeit neun Spiele bestritt. Darunter waren zwei Test Matches gegen die argentinische Nationalmannschaft. Hinzu kamen sieben weitere Spiele gegen Auswahlmannschaften. Mit einer Ausnahme wurden alle Spiele in der Hauptstadt Buenos Aires ausgetragen und in sämtlichen Partien gingen die Franzosen als Sieger vom Platz. Es handelte sich um die erste Tour der Franzosen überhaupt und die Argentinier empfingen erstmals eine europäische Mannschaft.
Zwischen den beiden Test Matches fand am 30. August zusätzlich ein Spiel zwischen zwei gemischten Teams statt, bei dem auf beiden Seiten französische und argentinische Nationalspieler zusammen spielten. Dabei gewannen die „Weißen“ (Blancos) mit 24:14 gegen die „Farbigen“ (Colorados).

## Spielplan
- Hintergrundfarbe grün = Sieg

(Test Matches sind grau unterlegt; Ergebnisse aus der Sicht Frankreichs)
| # | Datum              | Gegner                | Ort          | Stadion      | Ergebnis |
| - | ------------------ | --------------------- | ------------ | ------------ | -------- |
| 1 | 07. August 1949    | Provincia             | Buenos Aires | Estadio GEBA | 19:3     |
| 2 | 12. August 1949    | Combinado CASI / SIC  | Buenos Aires | Estadio GEBA | 21:3     |
| 3 | 14. August 1949    | Club Fundadores       | Buenos Aires | Estadio GEBA | 26:3     |
| 4 | 15. August 1949    | Seleccionado La Plata | Buenos Aires | Estadio GEBA | 21:3     |
| 5 | 17. August 1949    | Club Pucará           | Buenos Aires | Estadio GEBA | 16:0     |
| 6 | 21. August 1949    | Capital               | Buenos Aires | Estadio GEBA | 20:3     |
| 7 | 24. August 1949    | Estudiantes de Paraná | Paraná       |              | 14:0     |
| 8 | 28. August 1949    | Argentinien           | Buenos Aires | Estadio GEBA | 5:0      |
| 9 | 04. September 1949 | Argentinien           | Buenos Aires | Estadio GEBA | 12:3     |

## Test Matches
| 28. August 1949 | Argentinien | 0 : 5   | Frankreich      | Estadio GEBA, Buenos Aires Schiedsrichter: John Knox (Argentinien) |
| 28. August 1949 |             | Bericht | Versuche: Caron | Estadio GEBA, Buenos Aires Schiedsrichter: John Knox (Argentinien) |

Aufstellungen:
- Argentinien: Edmundo Caffarone, Emilio Domínguez, Luis Dorado, Guillermo Ehrman, Ricardo Giles , Barry Holmes, Miguel Hughes, Pedro Macadam, Carlos Orti, Alfredo Palma, Juan Petrone, Arturo Phillips, Miguel Sarandon, Carlos Swain, Normando Tompkins
- Frankreich: Guy Basquet , Noël Baudry, Yves Bergougnan, Eugène Buzy, Lucien Caron, Francis Desclaux, Henri Dutrain, Marcel Jol, Jean Lassègue, Alban Moga, Jean Matheu-Cambas, Michel Pomathios, Jean Prat, Robert Soro, Maurice Terreau

| 4. September 1949 | Argentinien     | 3 : 12  | Frankreich                                                 | Estadio GEBA, Buenos Aires Schiedsrichter: O. Noon (Argentinien) |
| 4. September 1949 | Versuche: Palma | Bericht | Versuche: Pomathios Prat Straftritte: Prat Dropgoals: Prat | Estadio GEBA, Buenos Aires Schiedsrichter: O. Noon (Argentinien) |

Aufstellungen:
- Argentinien: Edmundo Caffarone, William Chiswell, Emilio Dacharry, Emilio Domínguez, Ricardo Giles , Guillermo Ehrman, Barry Holmes, Miguel Hughes, Pedro Macadam, Carlos Orti, Alfredo Palma, Juan Petrone, Arturo Phillips, Miguel Sarandon, Normando Tompkins
- Frankreich: Pierre Aristouy, Noël Baudry, Yves Bergougnan, Eugène Buzy, Francis Desclaux, Pierre Dizabo, Robert Geneste, Marcel Jol, Félix Lacrampe, Jean Matheu-Cambas , Alban Moga, Michel Pomathios, Jean Prat, Robert Soro, Maurice Terreau